# Reichsombudsschaft in Grönland
Die Reichsombudsschaft in Grönland (dänisch Rigsombuddet i Grønland, grönländisch Kalaallit Nunaanni Naalagaaffiup Sinniisoqarfia) ist das Amt des höchsten Repräsentanten des Königreichs Dänemark in Grönland, des Reichsombudsmanns (grönländisch Kalaallit Nunaanni Naalagaaffiup Sinniisaa, dänisch Rigsombudsmanden i Grønland, Amtsbezeichnung so auch für Frauen). Der Reichsombudsmann ist direkt dem dänischen Staatsministerium (entspricht dem deutschen Bundeskanzleramt) unterstellt. Aktuelle Ombudsfrau ist Julie Præst Wilche.

## Geschichte
Das Amt des Reichsombudsmanns wurde am 1. Mai 1979 mit Einführung der Hjemmestyre eingeführt und löste das Amt des Landshøvdings ab. Mit Einführung der Selvstyre am 21. Juni 2009 verblieben die Aufgaben des Reichsombudsmanns unverändert.

## Aufgaben
Dem Reichsombudsmann obliegen folgende Aufgaben:
- Meldung an das Staatsministerium über in Grönland beschlossene Gesetze
- Berichterstattung an das Staatsministerium über die parlamentarische Arbeit in Grönland
- Leitung von familienrechtlichen Angelegenheiten
- Planung von dänischen Staatsbesuchen in Grönland
- Koordinierung von Anfragen dänischer Behörden an die grönländische Regierung
- Ausstellung von Transitgenehmigungen auf der Thule Air Base für in Grönland ansässige Personen
- Durchführung der Folketingswahl in Grönland
- Bearbeitung von Klagen zur Bevölkerungsregistrierung
- Empfehlung von dänischen Auszeichnungen, Orden und Medaillen

## Liste der Reichsombudspersonen in Grönland
| Name                 | Lebensdaten | Beginn der Amtszeit | Ende der Amtszeit |
| -------------------- | ----------- | ------------------- | ----------------- |
| Torben Hede Pedersen | 1937–2000   | 1. Mai 1979         | 13. Juli 1992     |
| Steen Spore          | 1938–2022   | 1. August 1992      | 30. Juni 1995     |
| Gunnar Martens       | * 1940      | 1. Juli 1995        | 31. März 2002     |
| Peter Lauritzen      | * 1959      | 1. April 2002       | 31. März 2005     |
| Søren Hald Møller    | * 1960      | 1. April 2005       | 31. Januar 2011   |
| Mikaela Engell       | * 1956      | 1. Februar 2011     | 30. April 2022    |
| Julie Præst Wilche   | * 1971      | 1. Mai 2022         | amtierend         |